# Pernov (hajó)
A Pernov (oroszul: Пернов) az Orosz Cári Haditengerészet Pernov osztályú gőzhajtású torpedónaszádja volt. Ez volt a hajóosztály első, névadó egysége. Később még 24 ilyen hajót állítottak szolgálatba. Az Orosz Balti Flottánál üzemelt, honi kikötője Szentpétervár volt.
 

## Története
Franciaországba, a Le Havre-i hajógyárban építették. 1891-ben kezdődött az építése, 1892. augusztus 11-én bocsátották vízre, majd még ugyanazon év októberében üzembe állították Oroszországban. A hajót Pärnu észt városról nevezték el (orosz neve Pernov), amely  akkor az Orosz Birodalomhoz tartozott. A próbaüzem során 25,46 csomós csúcssebességet ért el, amely felülmúlta a szerződésben elvárt értéket. A hajóra 1893-ban Oroszországban építettek fegyverzetet.
1893-ban átadták tanulmányozásra a Balti Hajógyárnak a későbbi oroszországi sorozatgyártás reményében. Ezt követően hosszabb ideig iskolahajóként használták. 1909-ben átminősítették avizóhajóvá, majd 1909–1910 között nagyjavítást végeztek rajta.
Az első világháború idején a Balti-tengeren az orosz flotta aknász hajóhadosztájába tartozott. 1917. november 7. után a bolsevikok által létrehozott Vörös Balti Flotta állományába került.  1918. április 9-én Turkuban német csapatok foglalták el a hajót, majd később átadták Finnországnak. 1922-ben a Szovjetuniónak történő visszaszolgáltatásáról döntöttek, de a teljesen kiöregedett és elavult hajó végül ócskavasként eladták Finnországnak, ahol szétbontották.

## Jellemzői
Hajtóművét két du Temple-kazán és két függőlegesen elhelyezett gőzgép alkotta. A hajó tüzelőanyag kapacitása 16 tonna szén volt. A kb. 1000 kW teljesítményű gőzhajtóműve 25–26 csomós sebesség elérésére tette alkalmassá. Egy tüzelőanyag-feltöltéssel 550 tengeri mérföldet tehetett meg 10 csomós sebesség mellett.
Fegyverzetét 2 darab 37 mm-es ötcsövű Hotchkiss-féle gyorstüzelő ágyú, valamint 381 mm-es torpedók alkották. A három torpedóindító-csőből egy előre nézőt mereven a hajótest orr részébe, míg egy-egy elforgatható csövet a hajótest közepén, a két kémény között, valamint a tat részen helyeztek el.